# Continuar a Viver
Continuar a Viver ou Os Índios da Meia-Praia (1976) é um documentário português de longa-metragem de António da Cunha Teles. A obra é um misto de filme etnográfico e de cinema militante, prática corrente no cinema português da década de setenta.
Estreia em Lagos no cinema Império a 25 de Abril de 1977.

## Sinopse
A Meia-Praia é uma comunidade piscatória do Algarve nas imediações de Lagos. Depois da Revolução dos Cravos, nos dois anos que se seguiram, vive-se nesse local uma experiência exemplar: com o apoio do SAAL (Serviço de Apoio Ambulatório Local) as velhas casas são substituídas por habitações de pedra e os habitantes lançam-se no projecto de uma cooperativa de pesca. Surgem dúvidas e contradições em consequência do «desgaste que um projecto de tal empenho implica, pela inexistência de uma política sócio-económica efectiva de protecção às camadas tradicionalmente exploradas» (Cit.: José de Matos-Cruz, O Cais do Olhar, ed. da Cinemateca Portuguesa, p. 166, 1999).

## Participantes
- Arquitecto José Veloso
- José Romão / Foinhas
- Fernando Romão
- José Agostinho
- Manuel António
- José Espada
- Francisco Albino
- David Oliveira
- Zélia Correia
- Pescadores da Meia-Praia

## Ficha técnica
- Argumento – António da Cunha Teles
- Realizador – António da Cunha Teles
- Produção – Animatógrafo
- Assitente de Produção –
- Exteriores – Lagos
- Data de rodagem – 1975
- Colaborações – SAAL e Associação de Moradores 25 de Abril

- Assistente de realização – João Lopes
- Colaboração –
- Fotografia – Acácio de Almeida
- Assistentes de imagem – Francisco Silva e João Mena
- Iluminação – João Silva e Manuel Carlos da Silva
- Gravuras – Renée Gagnon
- Director de som – João Diogo
- Sonoplastia e misturas – Alexandre Gonçalves
- Música e canções – José Afonso
- Montagem – António da Cunha Teles e Gisela da Conceição
- Formato – 35 mm cor
- Género – documentário etnográfico (cinema militante)
- Duração – 108’
- Estreia – no cinema Império de Lagos a 25 de Abril de 1976

## Imagens originais
RTP Memória. (XXXX) CONTINUAR A VIVER - OS ÍNDIOS DA MEIA-PRAIA de António Cunha Telles, Animatographo.
RTP (XXXX) “Índios da Meia Praia”, Memórias da revolução. 

## Legado
A influência foi grande e décadas depois continua a ser falado atualmente nos principais meios de comunicação. É possível revisitar o local via RTP, Perdidos e Achados (SIC), CNN.